# Engrenage à onde de déformation

Animation d'un engrenage à onde de déformation.

Un engrenage à onde de déformation — strain wave gear en anglais, également appelé harmonic drive d'après le nom d'une société fabriquant de tels systèmes — est un type d'engrenage ayant des propriétés intéressantes par rapport aux engrenages traditionnels (tels les engrenages hélicoïdaux ou bien planétaires), en particulier il présente :
- un jeu très réduit ;
- des rapports de transmission importants pour un mécanisme compact et très léger (jusqu'à 320:1 tandis que pour le même encombrement, un train épicycloïdal aurait un rapport de 10:1) ;
- un couple transmissible important ;
- des arbres d'entrée et de sortie coaxiaux.

Ce système a été conçu par Walton Musser (en) en 1957. Il a été utilisé en particulier pour la motorisation des roues du rover lunaire et le déploiement des panneaux solaires de Skylab.

## Fonctionnement
L'animation ci-contre présente trois composantes du système :
- en bleu, une couronne extérieure, à denture intérieure, liée au bâti (le bâti n'est pas représenté) ;
- en rouge, une couronne déformable (flexible) à denture extérieure, liée à l'arbre de sortie (l'arbre de sortie n'est pas représenté) ;
- en vert, le générateur d'onde, de section elliptique, lié à l'arbre d'entrée (l'arbre d'entrée n'est pas représenté).

Le générateur d'onde est entré « en force » dans la couronne flexible. Celle-ci est donc déformée, seules les dents à proximité du grand axe du générateur d'onde sont en prise avec la couronne extérieure.
Mettons en rotation le générateur d'ondes. La couronne déformable étant en butée avec la couronne extérieure, elle n'est pas entraînée par le frottement du générateur d'onde. Cependant, l'orientation du grand axe du générateur d'onde tourne ; les dents de la couronne flexible en prise avec la couronne extérieure changent. Or, la couronne flexible a moins de dents que la couronne extérieure. La couronne flexible tourne donc en sens inverse du générateur d'onde.
Si l'on développait les couronnes, on verrait une reptation de la couronne flexible sur la couronne extérieure.
Si par exemple la couronne flexible a deux dents de moins que la couronne extérieure, alors elle tourne de deux dents lorsque le générateur d'onde fait un tour. Le rapport de réduction z vaut donc :
{\displaystyle z={\frac {\mathrm {N_{f}} -\mathrm {N_{e}} }{\mathrm {N_{f}} }}}
où Nf est le nombre de dents de la couronne flexible, et Ne le nombre de dents de la couronne extérieure. Si par exemple la couronne extérieure a Ne = 202 dents et que la couronne flexible a Nf = 200 dents, alors
{\displaystyle z={\frac {200-202}{200}}=-0,01}
donc l'arbre de sortie tourne à une fréquence 100 fois moins élevée que l'arbre d'entrée, et en sens inverse.